# Stars and the Moon
『Stars and the Moon』（スターズ・アンド・ザ・ムーン）は、THE SQUARE9作目のアルバム。
1984年12月1日にリリース。

## 解説
スクェア9作目のアルバム。本作はそれまで「夏」「リゾートミュージック」「さわやかサウンド」イメージが強いスクェアにとって「秋」「冬」を意識して制作したアルバムで、アルバムジャケットも公園から見た冬の夜空をモチーフにしている。
故にアルバムのサウンドも従来のスクェアのアルバムとは異なり、全8曲中短調のバラードが半数以上を占めている。特に短調のバラードナンバーである3曲目「CRY FOR THE MOON」と5曲目「DESTINATION」は本作のテーマである「静寂・孤高・悲しみ」をそのまま形にした楽曲で、アルバムと同一タイトル楽曲が存在しない本作において、タイトル曲に準じたナンバーであるといえる。
全8曲のうち、従来のスクェア・サウンドの楽曲は、1曲目「いとしのうなじ」と6曲目「OVERNIGHT SENSATION」の2曲である。
2002年11月7日に、スーパーオーディオCD仕様でも発売された。
後にメンバーとなる河野啓三が初めて聴いたスクェアのアルバムが本作で、「前半4曲が同じキーで地味に聞こえるが、噛めば噛むほど味が出てきてその渋さがかっこいい」と35周年記念ライブDVD・Blu-ray収録のインタビューで語っている。

## 音楽性
ポップな長調の楽曲である1曲目の「いとしのうなじ」は1982年にスクェアを脱退した久米大作が作曲。フジテレビ系列『ザ!地球どんぶり』（1984年10月の『クイズ地球どんぶり!』の全面リニューアルに伴う改題）のテーマ曲として起用され、本曲は久米がスクェア在籍時からライヴで演奏されてきたが、長らくアルバム未収録だった。そのため、このアルバムに収録されている楽曲には珍しく、熱帯雨林気候をイメージさせるトロピカルなサウンドで知られている。久米が作曲した楽曲で彼の脱退後にアルバムに収録された楽曲は、本曲以外に「CHANGE YOUR MIND」（『脚線美の誘惑』に収録）があり久米がゲストミュージシャンとしてプロフェット5演奏に参加したが、この「いとしのうなじ」では不参加である。
本作で3曲目の「CRY FOR THE MOON」4曲目「MISTRAL」8曲目「遠雷」3曲の作曲を担当したキーボード・和泉宏隆も「冬のリリースということで幾分しっとりとした出来にはなってますね」と語っている。和泉は「遠雷」について「夏の終わりを想って書いた曲」と語っており、曲のタイトルはアメリカ合衆国の画家、アンドリュー・ワイエスの作品のタイトルから借用したものであることを明かしている。和泉作曲の3曲は前作『ADVENTURES』がリリースされた頃に既に作曲されていた。
6曲目の「OVERNIGHT SENSATION」はTBS系列『音楽の旅はるかII』のオープニングテーマ曲として起用され、先行シングルになった。そのシングルのカップリング曲で同番組のエンディングテーマ曲となった2曲目の「MAYBE I'M WRONG」はミディアムテンポながら短調楽曲であり、このアルバムコンセプトそのものの楽曲であるといえる。

## 評論
ライターの阿部志穂は『SHINKO MUSIC MOOK THE DIG presents 日本のフュージョン』に掲載されたスクェアのアルバムレヴューで「ハデさはないけれど、メンバーが惜しげもなく披露する大人の色気と良質な楽曲揃いで密かに人気の高い1枚」と本作を評している。

## 収録曲
1. いとしのうなじ - 久米大作作曲／THE SQUARE編曲
2. MAYBE I'M WRONG - 伊東たけし作曲／THE SQUARE、Larry Williams編曲
3. CRY FOR THE MOON - 和泉宏隆作曲／THE SQUARE編曲
4. MISTRAL - 和泉宏隆作曲／THE SQUARE編曲
5. DESTINATION - 安藤まさひろ作曲／THE SQUARE編曲
6. OVERNIGHT SENSATION - 安藤まさひろ作曲／THE SQUARE編曲
7. MIST OF TIME - 安藤まさひろ作曲／THE SQUARE編曲
8. 遠雷 - 和泉宏隆作曲／THE SQUARE編曲

## ミュージシャン
- THE SQUARE
  - 安藤まさひろ - アコースティック・ギター、エレクトリック・ギター
  - 伊東たけし - アルト・サクソフォーン、リリコン
  - 田中豊雪 - エレクトリック・ベース、プロフェット5・ベース
  - 和泉宏隆 - アコースティック・ピアノ、ダイノマイ・ピアノ、プロフェット5、P.P.G.Wave2.3、ローランドMSQ-700、ヤマハDX-7、ヤマハCP-80
  - 長谷部徹 - ドラムス
- 参加ミュージシャン
  - 仙波清彦 - パーカッション（「MAYBE I'M WRONG」、「DESTINATION」、「OVERNIGHT SENSATION」、「MIST OF TIME」）
  - ジェイク・コンセプション - テナー・サクソフォーン（「MISTRAL」のみ）
  - 兼崎順一、Yutaka Kanai - トランペット（「MISTRAL」のみ）
  - 新井英治、三田治美 - トロンボーン（「MISTRAL」のみ）
  - 中西俊博アンサンブル - ストリングス（「CRY FOR THE MOON」、「DESTINATION」、「遠雷」）